# Греко-римская борьба на летних Олимпийских играх 1952 — до 73 кг
Соревнования по греко-римской борьбе в рамках Олимпийских игр 1952 года в полусреднем весе (до 73 килограммов) прошли в Хельсинки с 24 по 27 июля 1952 года в «Exhibition Hall I».
Турнир проводился по системе с начислением штрафных баллов. За чистую победу штрафные баллы не начислялись, за победу по очкам борец получал один штрафной балл, за любое поражение (по очкам со счётом 2-1, со счётом 3-0 или чистое поражение) — три штрафных балла. Борец, набравший пять штрафных баллов, из турнира выбывал. Трое оставшихся борцов выходили в финал, проводили встречи между собой. Схватка по регламенту турнира продолжалась 15 минут. Если в течение первых десяти минут не было зафиксировано туше, то судьи могли определить борца, имеющего преимущество. Если преимущество никому не отдавалось, то назначалось шесть минут борьбы в партере, при этом каждый из борцов находился внизу по три минуты (очередность определялась жребием). Если кому-то из борцов было отдано преимущество, то он имел право выбора следующих шести минут борьбы: либо в партере сверху, либо в стойке. Если по истечении шести минут не фиксировалась чистая победа, то оставшиеся четыре минуты борцы боролись в стойке.
В полусреднем весе боролись 18 участников. Финал в этом весе состоялся точно такой же, как и на Олимпийских играх 1952 года: швед Йёста Андерссон против венгра Миклоша Сильваши. В 1948 году в этой встрече победил шведский борец; на этих играх судьи отдали победу с минимальным счётом венгерскому борцу. Бронзовую медаль завоевал ливанец Халил Таха.   

## Призовые места
- Миклош Сильваши (HUN)
- Йёста Андерссон (SWE)
- Халил Таха (LIB)

## Первый круг
| Штрафных баллов | Участник 1                | Результат   | Участник 2                 | Штрафных баллов |
| --------------- | ------------------------- | ----------- | -------------------------- | --------------- |
| 1               | Освальдо Рива (ITA)       | 2-1         | Бела Чузди (YUG)           | 3               |
| 1               | Вейкко Мянникко (FIN)     | 3-0         | Марин Белушича (ROU)       | 3               |
| 1               | Семён Марушкин (URS)      | 3-0         | Владислав Секель (TCH)     | 3               |
| 1               | Ахмет Шеноль (TUR)        | 3-0         | Антоний Голаш (POL)        | 3               |
| 1               | Халил Таха (LIB)          | 3-0         | Хенг Фрейлингер (LUX)      | 3               |
| 1               | Рене Шесню (FRA)          | 3-0         | Готтфрид Англьбергер (AUT) | 3               |
| 0               | Мохамед Ахмед Осман (EGY) | Туше (1:30) | Жо де Йонг (BEL)           | 3               |
| 0               | Миклош Сильваши (HUN)     | Туше (4:01) | Хакон Олсен (NOR)          | 3               |
| 0               | Йёста Андерссон (SWE)     | Туше (7:10) | Антон Маковяк (GER)        | 3               |

## Второй круг
| Штрафных баллов | Участник 1                 | Результат   | Участник 2                | Штрафных баллов |
| --------------- | -------------------------- | ----------- | ------------------------- | --------------- |
| 4               | Марин Белушича (ROU)       | 3-0         | Бела Чузди (YUG)          | 6               |
| 2               | Освальдо Рива (ITA)        | 2-1         | Вейкко Мянникко (FIN)¹    | 4               |
| 2               | Семён Марушкин (URS)       | 3-0         | Антоний Голаш (POL)       | 6               |
| 2               | Ахмет Шеноль (TUR)         | 3-0         | Владислав Секель (TCH)    | 6               |
| 4               | Готтфрид Англьбергер (AUT) | 3-0         | Хенг Фрейлингер (LUX)     | 6               |
| 1               | Халил Таха (LIB)           | Туше (5:15) | Рене Шесню (FRA)          | 4               |
| 0               | Миклош Сильваши (HUN)      | Туше (9:30) | Мохамед Ахмед Осман (EGY) | 3               |
| 3               | Антон Маковяк (GER)        | Туше (3:40) | Жо де Йонг (BEL)          | 6               |
| 0               | Йёста Андерссон (SWE)      | Туше (9:12) | Хакон Олсен (NOR)         | 6               |

¹ Снялся с соревнований

## Третий круг
| Штрафных баллов | Участник 1            | Результат | Участник 2                 | Штрафных баллов |
| --------------- | --------------------- | --------- | -------------------------- | --------------- |
| 5               | Марин Белушича (ROU)  | 3-0       | Освальдо Рива (ITA)        | 5               |
| 3               | Семён Марушкин (URS)  | 3-0       | Ахмет Шеноль (TUR)         | 5               |
| 2               | Халил Таха (LIB)      | 3-0       | Готтфрид Англьбергер (AUT) | 6               |
| 5               | Рене Шесню (FRA)      | 3-0       | Мохамед Ахмед Осман (EGY)  | 6               |
| 1               | Миклош Сильваши (HUN) | 3-0       | Антон Маковяк (GER)        | 6               |
| 0               | Йёста Андерссон (SWE) | Пропускал |                            |                 |

## Четвёртый круг
| Штрафных баллов | Участник 1            | Результат   | Участник 2           | Штрафных баллов |
| --------------- | --------------------- | ----------- | -------------------- | --------------- |
| 1               | Йёста Андерссон (SWE) | 3-0         | Семён Марушкин (URS) | 6               |
| 1               | Миклош Сильваши (HUN) | Туше (9:00) | Халил Таха (LIB)     | 5               |

## Финал

### Встреча 1
| Штрафных баллов | Участник 1            | Результат | Участник 2       | Штрафных баллов |
| --------------- | --------------------- | --------- | ---------------- | --------------- |
| 2               | Йёста Андерссон (SWE) | 3-0       | Халил Таха (LIB) | 8               |
| 1               | Миклош Сильваши (HUN) | Пропускал |                  |                 |

### Встреча 2
| Штрафных баллов | Участник 1            | Результат | Участник 2            | Штрафных баллов |
| --------------- | --------------------- | --------- | --------------------- | --------------- |
| 2               | Миклош Сильваши (HUN) | 2-1       | Йёста Андерссон (SWE) | 5               |
| 8               | Халил Таха (LIB)      | Пропускал |                       |                 |